# Vuagnatite
La vuagnatite è un minerale. Il nome è stato attribuito in onore del geologo svizzero Marc Bernard Vuagnat.

## Origine e giacitura
La vuagnatite si trova nei dicchi rodingitizzati di gabbro pegmatitico anortositico che attraversano l'harzburgite-serpentino nell'ofiolite.